# Rezoluția 194 a Adunării Generale a Națiunilor Unite
Rezoluția 194 a Adunării Generale a Națiunilor Unite a fost adoptată pe 11 decembrie 1948, aproape de sfârșitul Războiului Arabo-Israelian din 1948. Rezoluția definea principiile pentru ajungerea la un acord final și întoarcerea refugiaților palestinieni la casele lor. Rezoluția sublinia, în Articolul 11, că „refugiaților care doresc să se întoarcă la casele lor și să trăiască în pace cu vecinii trebuie să li se permită să facă acest lucru cel mai curând posibil, iar celor care nu doresc să se întoarcă trebuie să li se plătească compensații pentru proprietăți și pentru pierderea sau deteriorarea acestora, compensații care, conform principiilor legilor internaționale sau echității, ar trebui acordate de guvernele sau autoritățile responsabile”.
Rezoluția mai chema la înființarea Comisiei de Conciliere a Națiunilor Unite pentru a facilita pacea între Israel și statele arabe, continuând – și după asasinarea sa – eforturile Mediatorului Națiunilor Unite Folke Bernadotte.
Din cei 58 de membri ai Națiunilor Unite de la acea vreme, rezoluția a fost adoptată cu o majoritate de 35 de țări, 15 au votat împotrivă, iar 8 s-au abținut. Semnificativ, toate cele 6 țări ale Ligii Arabe reprezentate la ONU – Arabia Saudită, Egipt, Irak, Liban, Siria și Yemen, toate fiind parte a conflictului în chestiune – au votat împotriva rezoluției. Al doilea grup de țări care a votat împotriva rezoluției a fost blocul statelor comuniste: RSS Bielorusă, RS Cehoslovacia, RSF Iugoslavia, RP Polonă, RSS Ucraineană și Uniunea Sovietică, deși toate recunoscuseră deja de jure statul Israel. La acea vreme, Israelul nu era membru al Organizației Națiunilor Unite și a obiectat la multe din articolele rezoluției. Palestinienii nu au fost consultați direct.
Rezoluția, mai ales Articolul 11, a fost citată în Rezoluția 302 care stabilea înființarea UNRWA, precum și în alte rezoluții ale ONU. Este de asemenea adesea invocată în sprijinul revendicării dreptului palestinienilor la întoarcere, revendicare respinsă de toate guvernele israeliene.

## Conținut
Rezoluția este alcătuită din 15 articole:
| Articol/e | Conținut |
| 1         | Recunoașterea activității depuse de Mediatorul Folke Bernadotte. |
| 2-6       | Înființarea unei Comisii de Conciliere. |
| 7-10      | Stabilirea măsurilor prin care Ierusalimul și localitățile învecinate să fie demilitarizate și prin care să fie creată o zonă sau jurisdicție internațională în și în jurul Ierusalimului. De asemenea, articolele cheamă la protecția și liberul acces la Locurile Sfinte. |
| 11        | Abordează problema refugiaților și a compensării celor a căror proprietate s-a pierdut sau a fost avariată. |
| 12-15     | Funcționarea Comisiei de Conciliere. |

## Recepția internațională și interpretarea
Multe din articolele rezoluției nu au fost duse la îndeplinire din mai multe motive, fie că au fost respinse de Israel, de statele arabe sau puse în umbră de război, deoarece conflictul din 1948 a continuat până la semnarea, în 1949, a armistițiului între Israel și Transiordania.
Israelul a fost admis ca membru al ONU pe 11 mai 1949, prin Rezoluția 273, „luând notă de declarațiile și explicațiile reprezentantului guvernului Israelului” în legătură cu implementarea rezoluțiilor 194 și 181, față de care Israelul nu și-a propus nici o acțiune specifică și nici un cadru de timp. Din acel moment, Israelul a respins orice rezoluție care îl cheamă să le permită palestinienilor să se întoarcă în ceea ce este acum statul Israel. 

### Articolul 11—Refugiații
Începând de la sfârșitul anilor 1960, Articolul 11 a fost citat ca bază a dreptului de reîntoarcere a refugiaților palestinieni. Adunarea Generală a Națiunilor Unite a reafirmat Rezoluția 194 în fiecare an începând din 1949. Multiple rezoluții ulterioare ale Națiunilor Unite au reafirmat dreptul de reîntoarcere, inclusiv Rezoluția 169 (1980), și Rezoluția 237 (1967).
Autorul și comentatorul politic Joshua Muravchik a contestat această interpretare, arătând că textul subliniază că refugiaților „trebuie să li se permită” să se întoarcă la casele lor „cel mai curând posibil” și că recomandarea se adresează doar celor „care doresc... să trăiască în pace cu vecinii”.
Israel nu a acceptat până în prezent să reprimească nici un refugiat. Singura excepție a fost la Conferința de la Lausanne din 1949, unde un protocol comun a fost acceptat de guvernul israelian și de delegații arabi pe 12 mai 1949, în care Israelul accepta să repatrieze 100.000 de refugiați în schimbul unui tratat de pace comprehensiv cu statele arabe și al recunoașterii anexării tuturor teritoriilor pe care le capturase înainte de armistițiul din 1949. Cifra i-ar fi inclus și pe cei 50.000 de refugiați care reușiseră deja să se întoarcă pe diferite căi la casele lor din ceea ce devenise statul Israel. Oferta israeliană a fost apoi rapid retrasă de David Ben-Gurion.

## Textul complet
Adunarea Generală,
După o examinare atentă a situației din Palestina,
1. Își exprimă profunda apreciere pentru rezultatele obținute prin bunele oficii ale fostului Mediator al Națiunilor Unite în promovarea unei reglementări pașnice a situației viitoare a Palestinei, pentru care și-a sacrificat propria viață; și

Își extinde mulțumirile și către Actualul Mediator și echipa sa pentru eforturile lor susținute și devotamentul față de datoria pentru Palestina;
2. Stabilește o Comisie de Conciliere alcătuită din trei State Membre ale Națiunilor Unite care va avea următoarele funcții:
  1. Să-și asume, în măsura în care consideră necesar în circumstanțele actuale, prerogativele acordate Mediatorului Națiunilor Unite pentru Palestina de rezoluția 186 (S-2) a Adunării Generale, pe 14 mai 1948;
  2. Să îndeplinească atribuțiile și directivele specifice încredințate ei prin prezenta rezoluție, precum și atribuții și directive suplimentare care ar putea să îi fie încredințate de Adunarea Generală sau de Consiliul de Securitate;
  3. Să întreprindă, la cererea Consiliului de Securitate, oricare din prerogativele repartizate acum Mediatorului Națiunilor Unite pentru Palestina sau Comisiei de Armistițiu a Națiunilor Unite prin rezoluțiile Consiliului de Securitate; la solicitarea adresată Comisiei de Conciliere de către Consiliul de Securitate cu privire la toate funcțiile rămase ale Mediatorului Organizației Națiunilor Unite pentru Palestina în conformitate cu rezoluțiile Consiliului de Securitate, funcția Mediatorului se încheie;
3. Decide că un Comitet al Adunării, alcătuit din China, Franța, Uniunea Republicilor Socialiste Sovietice, Regatul Unit și Statele Unite ale Americii, va prezenta, înainte de sfârșitul prime părți a prezentei sesiuni a Adunării Generale, pentru aprobarea Adunării, o propunere referitoare la cele trei State care vor constitui Comisia de Conciliere;
4. Solicită Comisiei să își înceapă activitatea imediat, în vederea stabilirii, cât mai curând posibil, a contactelor între părți și Comisie;
5. Invită Guvernele și autoritățile în cauză să extindă domeniul de aplicare al negocierilor prevăzute în rezoluția Consiliului de Securitate din 16 noiembrie 1948 și să încerce să ajungă la un acord prin negocieri, fie prin intermediul Comisiei de Conciliere, fie direct, în vederea soluționării definitive a tuturor chestiunilor rămase nerezolvate între ele;
6. Însărcinează Comisia de Conciliere să ia măsuri pentru a ajuta Guvernul și autoritățile în cauză să ajungă la o soluționare finală a tuturor chestiunilor rămase nerezolvate între ele;
7. Decide că Locurile Sfinte—inclusiv Nazareth—clădirile religioase și siturile din Palestina trebuie să fie protejate și accesul la ele asigurat, în conformitate cu drepturile existente și practica istorică ce stabilește că aranjamentele în acest scop trebuie să se afle sub supervizarea efectivă a Națiunilor Unite; că Comisia de Conciliere a Națiunilor Unite, în prezentarea în fața celei de-a patra sesiuni ordinare a Adunării Generale a propunerii ei detaliate pentru un regim internațional permanent pentru teritoriul Ierusalimului, va trebui să includă recomandări privind Locurile Sfinte din acel teritoriu; că, în ceea ce privește Locurile Sfinte din restul Palestinei, Comisia ar trebui să invite autoritățile politice din zonele în cauză să ofere garanții oficiale adecvate în ceea ce privește protejarea Locurilor Sfinte și accesul la acestea; și că aceste angajamente ar trebui prezentate Adunării Generale spre aprobare;
8. Decide că, având în vedere asocierea sa cu trei religii mondiale, zonei Ierusalim, inclusiv actualei municipalități Ierusalim plus satele și orașele înconjurătoare, cel mai estic fiind Abu Dis; cel mai sudic, Betleem; cel mai vestic, Ein Karim (inclusiv zona construită Motsa); și cel mai nordic, Shu'fat, ar trebui să i se acorde un tratament special și separat față de restul Palestinei și ar trebui plasată sub controlul efectiv al Națiunilor Unite;

Solicită Consiliului de Securitate să întreprindă pașii necesari pentru demilitarizarea Ierusalimului cel mai curând posibil;

Însărcinează Comisia de Conciliere să prezinte celei de-a patra sesiuni ordinare a Adunării Generale propuneri detaliate pentru un regim internațional permanent în zona Ierusalimului care să asigure o autonomie locală maximă pentru diferitele grupuri, în conformitate cu statutul internațional special al zonei Ierusalimului;

Comisia de Conciliere este autorizată să numească un reprezentant al Națiunilor Unite care să coopereze cu autoritățile locale cu privire la administrarea provizorie a zonei Ierusalimului;
9. Decide că, în așteptarea unui acord privind aranjamente mai detaliate între Guvernele și autoritățile în cauză, cel mai liber acces rutier, feroviar și aerian posibil către Ierusalim trebuie acordat tuturor locuitorilor Palestinei;

Însărcinează Comisia de Conciliere să raporteze imediat Consiliului de Securitate, în vederea unei acțiuni adecvate a acestui organ, orice încercare a oricăreia din părți de a împiedica un astfel de acces;
10. Însărcinează Comisia de Conciliere exploreze aranjamente între Guvernele și autoritățile în cauză care să faciliteze dezvoltarea economică a zonei, inclusiv modalități de acces la porturi și aeroporturi și utilizarea mijloacelor de transport și de comunicare;
11. Decide că refugiaților care doresc să se întoarcă la casele lor și să trăiască în pace cu vecinii trebuie să li se permită să facă acest lucru cel mai curând posibil, iar celor care nu doresc să se întoarcă trebuie să li se plătească compensații pentru proprietăți și pentru pierderea sau deteriorarea acestora, compensații care, conform principiilor legilor internaționale sau echității, ar trebui acordate de guvernele sau autoritățile responsabile;

Însărcinează Comisia de Conciliere să faciliteze repatrierea, reinstalarea și reabilitarea economică și socială a refugiaților și plata compensațiilor și să mențină relații strânse cu Directorul Fondului Națiunilor Unite pentru Refugiații Palestinieni și, prin intermediul acestuia, cu organele și agențiile corespunzătoare ale Organizației Națiunilor Unite;
12. Autorizează Comisia de Conciliere să numească organe subsidiare și să angajeze experți tehnici care să acționeze sub autoritatea sa după cum consideră necesar pentru îndeplinirea efectivă a funcțiilor și responsabilităților sale conform prezentei rezoluții;

Comisia de Conciliere va avea sediul oficial la Ierusalim. Autoritățile responsabile de menținerea ordinii în Ierusalim vor fi responsabile de luarea tuturor măsurilor necesare pentru a asigura securitatea Comisiei. Secretarul General va oferi un număr limitat de agenți de pază pentru protecția personalului și a sediului Comisiei;
13. Însărcinează Comisia de Conciliere să pună la dispoziție periodic rapoarte de progres Secretarului General, pentru a fi transmise Consiliului de Securitate și Membrilor Națiunilor Unite;
14. Cheamă toate Guvernele și autoritățile implicate să coopereze cu Comisia de Conciliere și să ia toate măsurile posibile pentru a contribui la punerea în aplicare a prezentei rezoluții;
15. Solicită Secretarului General să furnizeze personalul și facilitățile necesare și să ia măsurile adecvate pentru a asigura fondurile necesare pentru îndeplinirea condițiilor prezentei rezoluții.

## Rezultatul votului
Rezultatul votului a fost următorul:
Pentru
Africa de Sud, Argentina, Australia, Belgia, Brazilia, Canada, China, Columbia, Danemarca, Republica Dominicană, Ecuador, Etiopia, Filipine, Franța, Grecia, Haiti, Honduras, Islanda, Liberia, Luxemburg, Noua Zeelandă, Nicaragua, Norvegia, Panama, Paraguay, Peru, Regatul Unit, Salvador, Suedia, Tailanda, Turcia, Statele Unite, Țările de Jos, Uruguay, Venezuela.
Împotrivă
Afganistan, Arabia Saudită, RSS Bielorusă, Cuba, Cehoslovacia, Egipt, Irak, Iugoslavia, Liban, Pakistan, Polonia, Siria, RSS Ucraineană, Uniunea Sovietică, Yemen.
Abțineri
Birmania, Bolivia, Chile, Costa Rica, Guatemala, India, Iran, Mexic.